# 宋平顺
宋平顺（1945年7月—2007年6月3日），男，祖籍河北深泽，生于天津，中华人民共和国政治人物。天津市和平区新华职工大学英语专业毕业，在职大专学历。宋平顺长期掌控天津政法系统，曾任中共天津市委副书记、天津市政协主席、政法委书记等要职，于2007年6月3日在天津市委大楼内自杀身亡。

## 生平

### 从政经历
宋平顺1960年7月参加工作，长期任职于天津市公安系统，植根天津市政法界数十年。1970年9月加入中国共产党。早年曾任天津市公安局一处副科长、副处长。1983年起一路升迁，历任天津市公安局副局长、党委常委，党委副书记。1988年5月，任天津市公安局局长、党委书记。1990年6月，升任天津市副市长、中共天津市委政法委副书记，兼市公安局局长、党委书记、武警天津市总队第一政委。1993年5月，升任中共天津市委常委、政法委书记，并继续担任天津市副市长、市公安局局长、武警天津市总队第一政委。1998年5月，升任中共天津市委副书记。2003年1月，转任天津市政协主席，但仍破例兼任天津市委政法委书记，直至2006年3月才卸去政法委书记一职，专职任市政协主席直至自杀。

### 贪腐
20世纪90年代初，在天津轰动一时的“永基非法集资案”丑闻与宋平顺有关，此事在天津市可谓家喻户晓。宋平顺的情妇徐敏，经宋平顺授意成立天津顺风公司，承包天津所有公交道路上的交通信号灯设备以及天津市公、检、法系统所有的警服、警具器械的生意。
此外，著名记者罗昌平指出，天津市机动车驾驶适应性检测中心亦由宋平顺情妇徐敏承包，该检测中心强制天津市机动车驾驶者体检才能换证，但检测中心的人只管收钱、盖章，并不进行实际体检工作，被指滥用权力和贪腐，但就在宋平顺自杀次日，该检测中心大门紧闭、停止业务，改由医院进行体检。
2004年3月15日，曾有1000多名来自天津的民众在北京中国银行业监督管理委员会打出“打倒张立昌，打倒大恶霸宋平顺！”的横幅表示对其不满。在天津广泛流传的民谣“两顺一昌，唬弄中央”便是对其的讽刺。
2007年6月10日，中共天津市委书记张高丽表示，宋平顺被查出涉及权钱交易及包养情妇等问题，具体内容是利用职权为港商谋取利益；包养情妇，并生有一子。

### 自杀
2007年6月4日，天津市政协主席宋平顺缺席其本该出席的会议。当日晚上9时左右，中共天津市委接到工作人员报告，称宋平顺在其办公室内死亡。天津市委遂立即向中共中央报告。随后，公安部刑侦局立即派员到天津的现场进行勘查，并确定宋平顺为自杀身亡。此前，已有传言中央纪律检查委员会正在对其进行调查。事件由香港《明报》首先报道。据媒体报道，宋平顺在死前因涉重大贪污案件，正接受中纪委调查。7月5日，新华社正式公布宋平顺严重违纪的官方消息，并开除其党籍，在公告裡透露了其死于自杀。最初媒体报道其自杀地点为天津市政协大楼的办公室，后《南方都市报》记者报道实际自杀地点并不在政协大楼，而是在市委大楼的一间办公室内。宋平顺遂成为自中国大陆“文化大革命”后首名自杀身亡的中国正部级高官。

## 身後
据新华社7月5日电报说，中共中央纪律检查委员会会同有关部门对宋平顺严重违纪违法问题进行了调查。现已查明，宋平顺道德败坏，包养情妇；滥用手中权力，为情妇谋取巨额不正当利益。情节严重，影响恶劣，其行为严重违反了中共的纪律。根据《中国共产党纪律处分条例》的有关规定，中共中央纪委决定并报经中共中央批准，开除宋平顺党籍。2007年7月6日，天津市委先后召开常委扩大会议和全市区县局领导干部会议，坚决拥护中央开除宋平顺党籍决定。

## 评价
天津一度流传讽刺其与前中共天津市委政法委书记、市政协主席宋平顺及天津市委原书记张立昌的民谣“两顺一昌，糊弄中央”。（“两顺”是指前宋平顺和其下属时任天津市公安局长武长顺，“昌”是指时任中共天津市委书记张立昌。）
财新传媒在《武长顺起底》中提到，“公安交管系统凡是有利可图处，均可见武氏（武长顺）家族以权谋利的身影和手脚，他们通过频繁的股权变更转换，于公私间腾挪转换，游刃有余。此外，武长顺还和上司宋平顺默契配合，心照不宣，分享寻租空间。”